# Zaricicea, Volodîmîr-Volînskîi
Zaricicea (în ucraineană Заріччя) este localitatea de reședință a comunei Zaricicea din raionul Volodîmîr-Volînskîi, regiunea Volînia, Ucraina.

## Demografie
Componența lingvistică a localității Zaricicea
     Ucraineană (97,74%)
     Rusă (1,89%)
     Alte limbi (0,31%)
Conform recensământului din 2001, majoritatea populației localității Zaricicea era vorbitoare de ucraineană (97,74%), existând în minoritate și vorbitori de rusă (1,89%).